# Maria Canins
Maria Canins (Badia, 4 de junho de 1949) é uma ciclista italiana que participava em competições de ciclismo de estrada e pista. É seis vezes medalhista mundial em competições de estrada.
Representou sua nação em dois Jogos Olímpicos, em Los Angeles 1984 e em Seul 1988, obtendo o melhor desempenho em 1984 ao terminar em quinto lugar na prova de estrada individual.